# Grijskoptrogon
De grijskoptrogon (Trogon citreolus) is een vogel uit de familie Trogonidae.

## Verspreiding en leefgebied
Deze soort is endemisch in Mexico en telt twee ondersoorten:
- T. c. citreolus: westelijk Mexico.
- T. c. sumichrasti: zuidelijk Mexico.

## Status
De grootte van de populatie is in 2022 geschat op 50-500 duizend volwassen vogels. Op de Rode lijst van de IUCN heeft deze soort de status niet bedreigd.